# 大众天文学

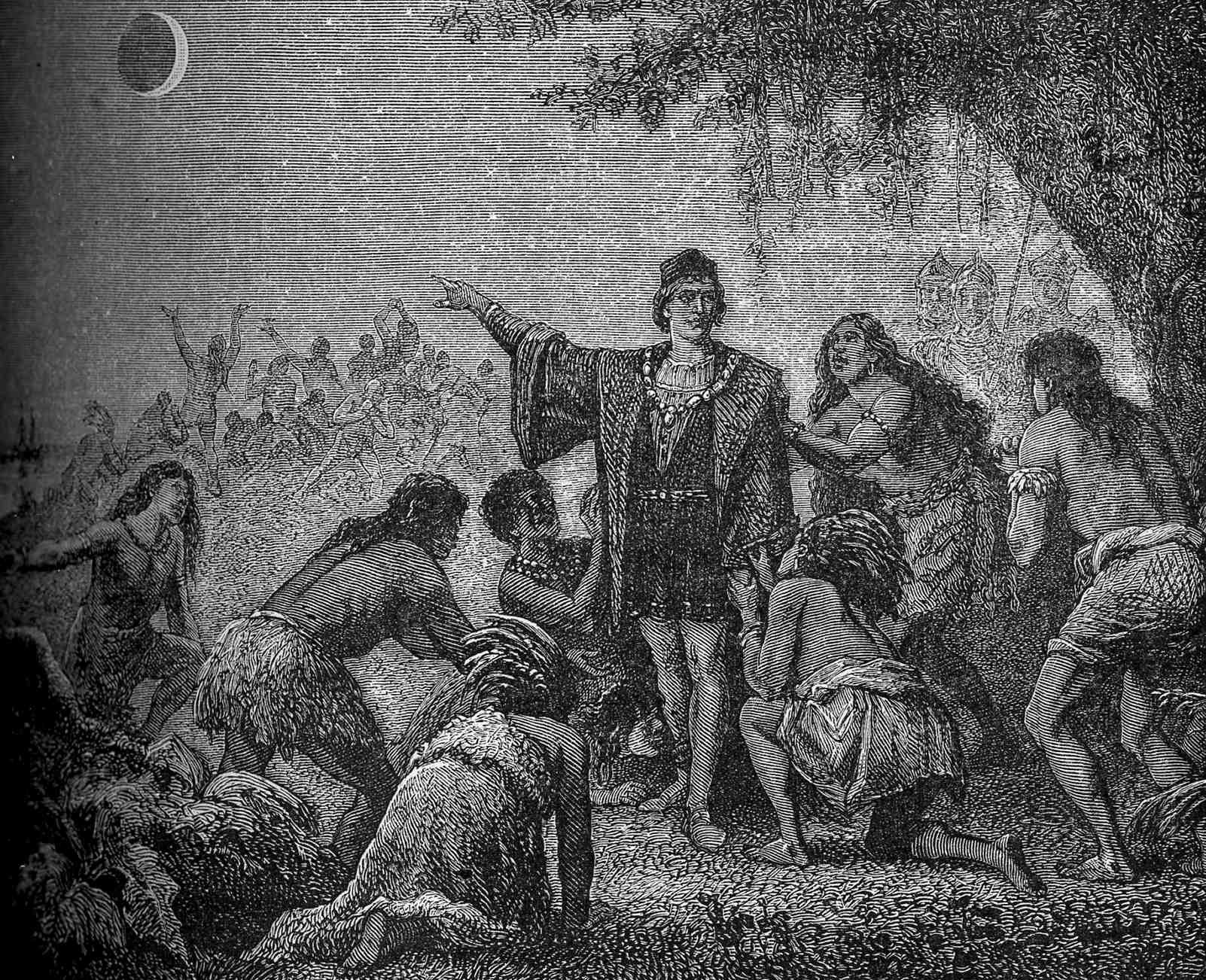
大眾天文學中描述哥倫布在美洲期間發生的月食

大众天文学（法語：Astronomie populaire）是法国著名天文学家、科普作家卡米伊·弗拉馬利翁（Camille Flammarion）最著名的作品，第一版于1888年发行。
中文版由中國天文學家李珩翻譯，初版（分三冊）於1965-1966年由科學出版社出版，及後曾於2003年與2013年重排再版。